# 内正英
内 正英（うち まさひで）は、日本の元アマチュア野球選手（捕手）。

## 来歴・人物
興國商業高校では、2年生の時に捕手として1962年の夏の甲子園大阪府予選の決勝に進出するが、戸田善紀投手、中塚政幸一塁手のいたPL学園高校に敗れる。1年上に溜池敏隆遊撃手、田中辰次右翼手らがいる。
高校卒業後は東洋大学に進学した。
東都大学野球リーグでは2年下エースの会田照夫とバッテリーを組み、入替戦で芝工大を降し、5年ぶりに1967年春季リーグから一部昇格を果たす。
大学卒業後は、河合楽器に入社し、1968年の都市対抗野球に出場したが、僅か1年で退団し、日本熱学のチームに移籍した。1971年の都市対抗野球では電電近畿の補強選手として、出場した。同年のドラフト会議でも東映フライヤーズから5位指名を受けたが、入団を拒否し、チームに残留した。
1973年の産業対抗ではチームの優勝に貢献した。また、その年の韓国遠征とハワイ遠征にも参加した。しかし、エアロマスターは会社の業績不振により、1974年に野球部を解散した。